# Mike Beck
Mike Beck, egentligen Lars Mikael Beckman, född 16 mars 1959 i Engelbrekts församling, Stockholm, är en svensk journalist, tidningsproducent och regissör av främst porrfilm. Beck är kanske huvudsakligen känd som porrfilmsregissören bakom Jane Bomb och Ridskolan-filmerna.

## Karriär
Han startade tillsammans med Anders Tengner, chefredaktör på tidningen OKEJ, tidningen Rocket i början av 1980-talet. Syftet var att konkurrera ut nämnda OKEJ. Beckman var ansvarig för filmrecensionerna. Beckman var också en av personerna bakom skräckhyllningen The Resurrection of Michael Myers 1987, såväl som Sex, lögner & videovåld några år senare. Han har även en tid varit chefredaktör och ansvarig utgivare för den svenska utgåvan av tidningen Hustler och för Aktuell Rapport. Såväl som arbetat med och utgivit herrtidningar Cats, FIB aktuellt och Lektyr i många år.
Tidningen Dagbladet noterade 2009 att även Beck, känd för sina fullängdsfilmer med mycket skådespeleri mellan samlagsscenerna, samma år anpassat sig till internetåldern och fokuserat nästan uteslutande på kortare sexscener anpassade för webben.

## Filmografi i urval[6]

### Spelfilm
- 1987 - The Resurrection of Michael Myers (regissör, manusförfattare, producent, skådespelare)
- 1989 - Natten inuti (skådespelare)
- 1999 - Svensken i syndens Hollywood (regissör)
- 2000 - Sex, lögner & videovåld (producent, skådespelare)
- 2000 - Hjärta av sten (skådespelare)

### Porrfilm (urval)
- 2000 - Lustgården
- 2001 - Ridskolan
- 2002 - Farlig potens
- 2002 - Iskallt begär
- 2003 - Ridskolan 2: Sexskolan
- 2003 - De Sex årstiderna
- 2004 - Jane Bomb: med rätt att penetrera
- 2004 - Vikingalegenden
- 2005 - I julens tecken
- 2005 - Köttets lusta
- 2005 - Ridskolan 3: Skidskolan
- 2006 - I vädurens tecken
- 2007 - Eva & Lena är: Redo för sex
- 2007 - Jane Bomb 2: Thunderpussy
- 2007 - Ridskolan 4: Hälsoskolan
- 2008 - Ridskolan 5: Bilskolan
- 2008 - Flickskolan
- 2009 - Sex till varje pris
- 2009 - Svenska långt ner i halsen